# Empatija
Empatija je psihološka zmožnost zaznavanja čustev in izkušenj druge osebe zunaj lastne perspektive, ki je tudi združljiva s teorijo uma. 
Lahko jo opišemo kot čustveno različico telepatije. Pogosto se razlaga kot sposobnost poistovetenja z drugo osebo, pri čemer lahko empat predvidi čustva ali misli te osebe. Empatija se lahko tako opiše tudi kot čustvena resonanca.
Empatije ne smemo zamenjevati s simpatijo, telepatijo ali branjem misli. Simpatija je sočustvovanje, pri empatiji pa tudi ne gre za neposredno branje misli, temveč zaznavanje čustev in predvidevanje misli. Telepatija pa je sposobnost branja misli na daljavo, medtem ko je empatija skoraj vedno mogoča le z osebnim stikom.
Definiranja empatije se je lotilo veliko različnih znanstvenih ved, zaradi česar opredelitve niso vedno povsem enake. Vsem je skupno, da je empatija razumljena kot sposobnost občutenja in razumevanje stanja drugega. Empatija tako igra ključno vlogo v socialnih interakcijah, pomembna je za razvoj altruizma in naj bi predstavljala osnovo za moralno odločanje. Z zavedanjem kompleksnosti empatije so se znanstveniki usmerjali tudi v raziskovanje razvojnih, kognitivnih, evolucijskih nevroloških aspektov empatije. Tako lahko najdemo vedno več dokazov o evolucijski in nevrofiziološki podlagi empatije, novejše raziskave pa so odkrile tudi gensko zasnovo empatije. Ravno določeni geni in hormon oksitocin naj bi vplivali na to, da so nekateri ljudje bolj empatični kot drugi. V telesu empatijo omogoča več sistemov, ki so se razvili tekom evolucije. 
Empatija je tesno povezana z veseljem do življenja in optimizmov. Za večino velja, da se globoko in intenzivno občutje življenjskega zadovoljstva povezuje z ohranjanjem globokega in intenzivnega stika z drugimi. 

## Prednosti in slabosti
Ena od prednosti je dober instinkt in sposobnost komunikacije. Zmožnost, da se lahko postavimo v čevlje drugega, nam lahko pomaga v različnih življenjskih okoliščinah. S tem se ne poudarja, da si nekdo potrjuje svoje sposobnosti zaznavanja empatije, ampak to, da se na težave drugih pravilno odzove. S tem oseba dobi občutek, da ni več sama in da lahko svoje težave brez občutka sramu deli z drugimi. 
Slabosti nastopijo, če empat prekomerno pod vplivom občutkov ljudi okoli sebe, še posebej v množicah, kar pri nekaterih povzroči pojav agorafobije (strah pred odprtim prostorom) in strah pred množico. Intenzivnost empatije, ki jo čutimo do drugega, je pri vsakem posamezniku različna. Vsak človek bi naj namreč imel nekaj sposobnosti empatije, vendar so nekateri tako občutljivi, da lahko občutijo tudi psihično in fizično bolečino ljudi okoli sebe. To lahko povzroči začasno ali stalno klinično depresijo ter vodi v pojav, ki se mu reče weltschmerz (bolečina sveta, svetobolje). Čeprav ima empatija podlago na znanstvenem raziskovanju, nekateri znanstveniki menijo, da je le fikcija, in da empatija v tako močnih oblikah ni mogoča.

## Zgodovina empatije
Sodobno pojmovanje pojma »empatija« ima korenine v nemški estetiki, v kateri se je na prelomu 19. in 20. stoletja pojavil pojem »Einfühlung«, ki ga prevajamo kot »vživljanje«. »Einfuhlung« dobesedno pomeni čustvovanje v drugega, za razliko od »Mitfühlung«, ki pomeni čustvovanje skupaj z drugim, kar bi lahko imenovali tudi sočutje.
Pojem vživljanja sta iz estetike v psihologijo prenesla nemški filozof Theodor Lipps in angleški psiholog Edward Titchener. Besedo empatija je Edward Titchener opredelil kot ohranitev ideje jaza, projiciranega v zaznani objekt. Empatijo opisuje kot nasprotje zaznavanju: Njeno jedro je domišljijsko, vsebino pa sestavljajo občutki, ki nosijo empatičen pomen. Empatija naj bi bila domišljijsko zavedanje emocij drugega. V kasnejših delih Titchener pomen pojma empatija razširi z osebkovim zavedanjem in predstavo čustev druge osebe. Titchener je bil prvi, ki je skoval izraz »empatija«. Theodor Lipps pa je z izrazom vživljanja mislil na težnjo opazovalca, da projicira sebe v predmete opazovanja. Opazovalec torej prevzame občutja druge osebe. Lipps je govoril o treh stopnjah empatije. Prva je splošna empatija, vezana na zaznavanje predmetov, ki s svojo obliko v opazovalcu prebudijo določena občutja. Druga je naravna empatija, pri kateri gre za neke vrste počlovečenje naravnih predmetov. Tretja oblika pa je empatija do ljudi, pri kateri se odzivamo na gibe, obrazne izraze in tone glasu pri drugih. Lipps meni, da kakor oseba spoznava predmete, tako tudi samo sebe lahko spozna na enak način. Oseba izkusi in spoznava samo sebe tako, da se začuti/občuti v stvareh, se pravi, ko se vživi vanje in po njih v sebe samega. Zunanje dojemanje nam torej omogoči, da povratno spoznamo sami sebe, se pravi po dojemanju in popredmetenju občutij drugih ljudi.
Teorije o empatiji so bile pod močnim vplivom Lippsa in Titchenerja, dokler nemški filozof in fenomenolog Wolfgang Kohler ni začel poudarjati njenega spoznavnega značaja. Trdil je, da je empatija bolj razumevanje občutij drugega, kakor pa čutenje teh občutij z njim. Skoraj sočasno sta dva zelo vplivna teoretika, George Herbert Mead in Jean Piaget, ločeno naslavljala vprašanje empatije. Mead je v ospredje postavil spoznavno komponento in empatijo opredelil kot sposobnost razumevanja drugega. Empatija naj bi olajšala socialno interakcijo, saj nam pomaga predvideti, kaj bo storil drugi, in se tako pripraviti na ustrezen odgovor. Domneval je, da se socialna empatija razvija s pomočjo prevzemanja vlog drugih in posnemanja. Tudi Piaget je pri svojih raziskavah otrokovega spoznavnega razvoja poudarjal spoznavno funkcijo empatije. Empatija je potrebna posameznika, da stopi iz sebe in se postavi v vlogo drugega. Za Piageta je empatija le spoznavna možnost razločevanja in določanja čustvenih stanj drugih.
Kasnejši avtorji, kot Gordon Allport in Nico Frijda, so empatijo razlagali na podoben način kot Titchener. Allport je menil, da empatijo omogočajo kinestetični občutki. Ko prevzamemo držo drugega, doživimo določene kinestetične občutke, ki nas spomnijo na neko prejšnje doživetje. Frijda pa pravi, da prepoznamo pomen ekspresivnega vedenja druge osebe na ta način, da sami izvedemo del teh ekspresivnih gibov. Po Philipu Vernonu nastane empatija s posnemanjem gibov drugih. Gaston Mialaret meni, da empatija nastopi tedaj, kadar gledalec do neke mere sam živi prizor, ki ga gleda. Pri tem se zlijejo v celoto vizualni podatki, gibanje opazovane osebe in opazovalca ter proprioceptivno-kinestetični znaki.
Nekateri avtorji poudarjajo, da med empatično projekcijo lahko ohranimo tudi svojo individualnost, občutek ločenosti. Beres in Arlow navajata dve značilnosti empatije. To sta prehodna identifikacija ter ohranitev ločenosti od objekta. Nekateri avtorji pa se zavzemajo za pojmovno ločevanje empatije od projekcije. Robinson  poudarja, da pri projekciji določene občutke in zaznave lociramo zunaj sebe, empatija pa pomeni domišljijsko ali mentalno vnašanje sebe v elemente kateregakoli objekta.
Vsem navedenim opredelitvam empatije je skupno, da poudarjajo predvsem emocionalni odziv opazovalca, ki ni le razumevanje čustvenega doživljanja drugega, temveč vključuje tudi opazovalčevo afektivno doživljanje. Proces empatije je po teh pojmovanjih razmeroma primitiven, avtomatičen in pomeni prehodno zabrisanje meja med subjektom in objektom. Značilna je tudi skladnost med emocionalnim stanjem subjekta in opazovane osebe ali objekta.

## Spodbujanje empatije pri otrocih

### Čutila in občutki
Pri otrocih je pomembno, da jim pomagamo in jih vodimo, da pridobijo tiste spretnosti, ki jih bodo potrebovali kot člani sodobne družbe. Bolj kot je otrok v stiku s sabo, bolj harmonično odrašča, lažje se uči in se razvija. Tudi vzgojitelji z različnimi dejavnostmi spodbujajo k ohranjanju otrokovih čutnih zaznav (vonj, sluh, tip, vid, okus). Intenzivnejše spodbujanje čutil omogoča intenzivnejši stik telesnega občutja. Na primer igra v mivki, pesku, zemlji, ustvarjanje z rokami, naravnimi materiali, gnetenje in oblikovanje gline, okušanje različnih jedi itd. To so dejavnosti, ki otroka ohranjajo v stiku s seboj. To je eden izmed najpomembnejših načinov, kako pripomoremo k razvoju empatije pri otrocih. Primarni pogoj je ta, da znamo prepoznati, razumeti in sprejeti svoj način občutenja stvari okoli nas. 
Pomembna je tudi omemba narave, saj se v naravi pri otrocih spontano aktivirajo čuti za bližino, navzočnost in zaznavanje. Doživljanje kontrastov med vročim in mrzlim, med vlažnim in suhim, pa razlike med resnično lakoto in hudo žejo izostrijo telesno zaznavanje ter poglobitev v celotno doživetje teh kontrastov. Okrepimo lahko obojestransko zaupanje in občutek medsebojne pripadnosti. 

### Učenje o čustvih
Učenje o čustvih je izjemno pomemben del vzgoje otroka. Omogoča, da se otrok razvije v zdravo, čustveno zrelo osebo, in da se kot odrasel bolje sooča z vsakdanjimi situacijami in izzivi. 
Pri vzgoji je pomembno, da starši in vzgojitelji jasno, a mirno, izražajo svoja čustva. Otrok opazuje, kako ljudje okrog njega izražajo čustva in ta model kasneje uporabi v svojem življenju. Obenem pa je izredno pomembno, da odrasli sprejemajo otrokova čustva in postanejo nekakšni čustveni trenerji. To pomeni, da otroku pomagajo pri zavedanju in izražanju vseh svojih občutkov in čustev, tako pozitivnih kot tudi negativnih. 
Omenjeni čustveni trening je sestavljen iz različnih komponent: 
1. Doživljanje otrokovih čustev kot priložnost za učenje in vzpostavitev intimnega odnosa.
2. Potrjevanje otrokovih čustev in pomoč otroku pri verbaliziranju oziroma izražanju čustev.
3. Reševanje problemov z otrokom in iskanje načinov, kako se spopasti s situacijami, ki vzbujajo jezo, žalost in strah.

### Identifikacija
Značilno za uspešno identifikacijo, ki je osrednjega pomena za moralno oblikovanje, je, da si otrok pridobiva znanja, poglede, čustva, način govora, oblike vedenja in moralna vrednotenja druge osebe tako močno, da te postanejo del njegove osebnosti. Sprva ta poteka v družinskem okolju, govorimo o razvojni identifikaciji, ko si otrok pridobiva miselne koncepte, vzorce obnašanja, stališča, posredovalci pa so družinski člani. Identifikacija poteka tudi v sekundarni socializaciji, kjer si otrok ob stalnem odnosu do vzora (sovrstniki, vzgojiteljica) ravno tako razvija še neštete lastnosti osebnosti. 
Znani sta dve vrsti identifikacije: 
- Projektivna: Oseba projicira sebe v drugo osebo.
- Introjektivna: Oseba sprejema lastno osebnost, moralne, socialne in kulturne vrednosti ljubljenih oseb tako intenzivno, da postanejo del njegove osebnosti.

Za uspešno identifikacijo je pomembno troje: skupno življenje, čustvena navezanost, in stalen, ustrezen odnos do vzora. Za razvoj močne in samostojne osebnosti je pomembna stopnja otrokove in mladostnikove identifikacije ter število vzorov. Zelo ugodno za moralno oblikovanje in socializacijo otrok je, če v družini živi več članov moške in ženske populacije. S tako možnostjo ima na izbiro več vzorcev za identifikacijo. 

### Ustvarjalnost
Pomemben dejavnik je tudi igra in z njo povezana ustvarjalnost. Vsi otroci se radi igrajo, zato so posledice prikrajšanosti za igro, ki je otroku naravno izrazno sredstvo, globoke in trajne. Otroška igra je naravni izraz prirojene, spontane ustvarjalnosti. Razumljivo je, da tudi odrasli čutijo potrebo po kreativnem izražanju. 
Vendar pa jih, kot poročajo mnogi umetniki in tudi običajni ljudje, pri ustvarjanju pogosto preganjajo obsojajoči in podcenjujoči glasovi iz njihove notranjosti. Očitno so to glasovi kritik in zasmehovanja iz preteklosti, ki sta jih med odraščanjem ponotranjila naše telo in psiha. Prav ti glasovi notranjega posmeha in kritike nas kot odrasle blokirajo in ovirajo svobodno nastajanje, pretok in izražanje idej – prav teh idej, ki so vir vseh umetnosti, inovativnosti, raziskovanja in izboljšav. Kadar se tem glasovom navkljub vendarle uspemo odpreti toku ustvarjalnosti, pa te izkušnje ne bomo doživljali kot nekaj novega. Doživljali jo bomo, kot da se je v nas znova ustvaril stik z izvornim občutkom obvladovanja življenja in sveta; kot nekaj, kar je nekoč že bilo del nas in v nas, zdaj pa je znova vzcvetelo. 
Ta dva primera se zdita na prvi pogled samoumevna in nič posebnega, a sta vendarle izjemno poučna. Izkušnja kaže, kako pomembna je notranja drža oziroma odnos, s katerim se lotevamo učenja in poučevanja, za razvoj empatije in notranjih odnosov. S sproščenostjo in ustvarjalnostjo lahko ponazorimo, da komponente empatije v praksi niso nič novega, ampak so že od začetka del nas in se vsaj deloma ozaveščeno izražajo v naših dejanjih, kar pomeni, da so nam tudi zavestno dostopna. 